# Dragi Kaličanin
Dragi Kaličanin (Štavalj, 28 ottobre 1957) è un ex calciatore serbo e precedentemente jugoslavo, di ruolo difensore.

## Carriera
Iniziò a giocare nel Borac Čačak, nel campionato jugoslavo. Nel 1980 fu acquistato dal Partizan Belgrado. Con la squadra della capitale vinse il campionato nella stagione 1982-1983 e esordì anche nelle coppe europee.
Nella stagione 1985-1986 ebbe la sua prima esperienza all'estero: si trasferì in Primera División spagnola per giocare con il Real Saragozza. Allenati da Luis Costa Juan, gli aragonesi vinsero la Coppa del Re, battendo in finale il Barcellona. Esordì il 1º settembre 1985 in una vittoria casalinga per 1-0 contro l'Hércules, alla prima giornata di campionato.
Il 23 novembre segnò il suo primo gol, in trasferta contro il Las Palmas (2-2). Andò nuovamente in gol il 2 febbraio 1986, in una vittoria alla Romareda per 6-0 contro il Celta Vigo.
A fine anno lasciò il club e si trasferì in Turchia, al Bursaspor. Giocò 12 partite nella massima serie turca, nella stagione 1986-1987, segnando un gol. La squadra di Bursa si salvò arrivando al terzultimo posto, a +4 sulla zona retrocessione. 
Nella stagione successiva giocò 3 partite e nel gennaio 1988 si trasferì al Priština. Giocò per sei mesi nella massima serie jugoslava, con i kosovari che arrivarono all'ultimo posto e retrocessero.
A fine campionato, Kaličanin tornò al Borac Čačak, dove aveva iniziato la carriera. Vi giocò una stagione prima di ritirarsi.

## Palmarès
- Prva Liga (Jugoslavia): 1

Partizan Belgrado: 1982-1983
- Coppa di Spagna: 1

Real Saragozza: 1986